# Синдром Шарля Бонне
Синдром Шарля Бонне́ — состояние пациента с серьёзными расстройствами зрения, при котором он видит галлюцинации. Впервые был описан Шарлем Бонне в 1760 г.

## Характеристика
У психически здоровых людей с серьёзными нарушениями зрительной системы появляются галлюцинации разных уровней сложности: от геометрических до достаточно подробных галлюцинаций с фигурами и, в особенности, с лицами. Лица, иногда искажённые, чаще всего встречаются во всех этих галлюцинациях. Один из следующих по распространённости признаков — «мультфильмы» (они прозрачны и накрывают поле зрения, как экран). Люди, подверженные данному заболеванию, понимают, что их галлюцинации нереальны и являются только зрительными, то есть не затрагивают остальные системы органов чувств. Для таких видений типично, что они могут мгновенно появляться и мгновенно исчезать. Они внезапны и меняются так же внезапно.
Галлюцинации Бонне не направлены на больного, что является их основной отличительной чертой от галлюцинаций психотического характера.

## Распространенность
Среди пожилых людей с существенными расстройствами зрения распространённость синдрома Шарля Бонне, по разным данным, составляет от 10 до 15 %. Невозможно точно подсчитать распространённость данного заболевания, так как многие больные слишком напуганы, что их сочтут за душевнобольных, и поэтому не рассказывают врачам о своих видениях.

## Причины
Галлюцинозу Шарля Бонне подвержены люди с ухудшенным зрением. Причинами упадка зрения могут, в частности, стать макулярная дегенерация, глаукома, катаракта, двустороннее повреждение зрительного нерва из-за отравления метанолом, опухоли в затылочной коре головного мозга. По мере того, как человек теряет зрение, зрительный отдел коры головного мозга больше не получает входящих сигналов. Он становится гиперактивным и возбудимым и начинает самопроизвольно запускаться. Вследствие этого и появляются самые разнообразные галлюцинации. Что именно человек увидит в своих видениях, зависит от того, какие группы нейронов самоактивируются.

## Прогноз
На сегодняшний день не существует эффективного лечения синдрома Шарля Бонне. Обычно галлюцинации сами пропадают через год или полтора, но сроки для каждого человека могут отличаться. По-видимому, есть некоторые действия, способные остановить галлюцинации. Образы иногда исчезают, если закрыть глаза или поморгать

## История
Впервые описавший этот синдром в XVIII веке Шарль Бонне сам им не страдал. Галлюцинации были у его дедушки — Шарля Люллена. Он перенёс операцию по поводу катаракты, и его зрение было довольно плохим. В 1759 году он описал внуку свои разнообразные видения.
Первое, что он описал, — как он видел большой голубой носовой платок с четырьмя оранжевыми кругами, парящий в воздухе. Он знал, что это галлюцинация, потому что платков в воздухе не бывает. Потом он увидел большое колесо на горизонте. Но иногда он не был уверен в том, видит ли он сейчас галлюцинацию или нет, потому что галлюцинации могли подходить к зрительному контексту. Один раз у него в гостях были внучки. Он спросил: «Кто эти красивые молодые люди с вами?» Они ответили: «Увы, дедушка, с нами нет никаких красивых молодых людей». И тогда красивые молодые люди исчезли.
Шарль Люллен видел сотни разных фигур, различные пейзажи всех видов. Однажды он увидел человека в халате, курившего трубку, и понял, что это он сам и есть. Это единственный персонаж, которого он узнал.